# Museo Nacional de Colombia

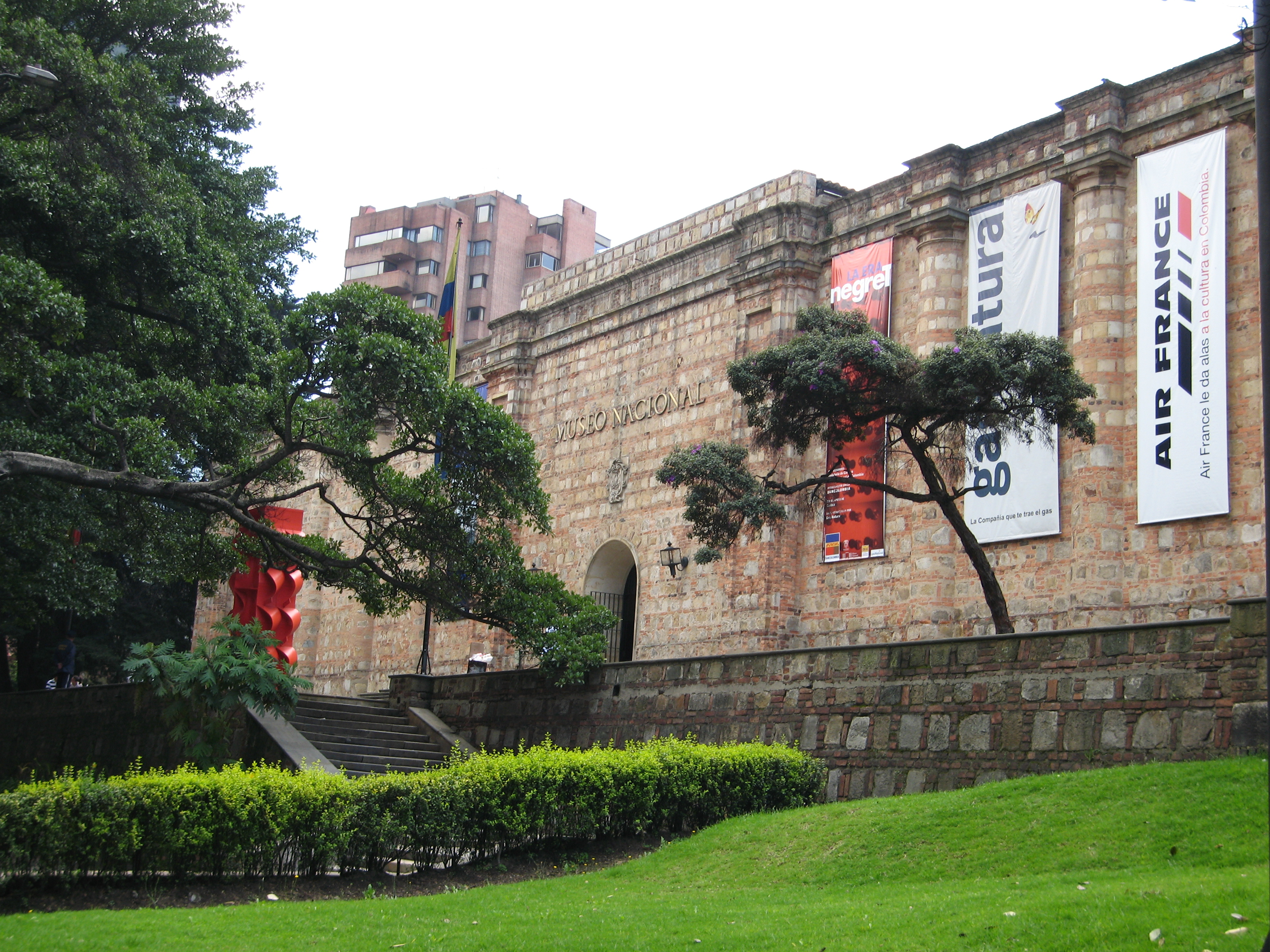
Fassade des Museo Nacional de Colombia

Das Museo Nacional de Colombia (deutsch Nationalmuseum von Kolumbien) ist das älteste Museum Kolumbiens. Es wurde 1823 durch den ehemaligen Präsidenten der Republik Neu-Granada Francisco de Paula Santander gegründet und verfügt aktuell mehr als 20.000 Ausstellungsstücke, die als repräsentative Zeugnisse der Kultur Kolumbiens gelten. Die Sammlung ist in vier Kollektionen unterteilt: Kunst, Geschichte, Archäologie und Ethnographie. Das Museo Nacional de Colombia liegt in Bogotás Stadtbezirk Santa Fe und ist mit dem TransMilenio mit einer U-Bahn-Station gut zu erreichen.

## Historie
Im Laufe der Geschichte Kolumbiens hatte das Museo Nacional schon mehrere Standorte eingenommen, so z. B. auch im Botanischen Garten. Der jetzige Ort war früher ein Gefängnis dessen Zellen gegenwärtig als Ausstellungsgalerien benutzt werden und vormals als Panóptico, dem Zentralgefängnis von Cundinamarca, bekannt war. Am 2. Mai 1948 wurde das Museum, in einem 1874 vom dänischen Architekten Thomas Reed entworfenen Gebäude eröffnet. Seit dem 11. August 1975 ist es per Dekret zum Nationalen Monument Kolumbiens erhoben.
Nach dem Institut der Naturwissenschaften (Instituto de Ciencias Naturales) der Universidad Nacional de Colombia und dem  Museo del Oro der Banco de la República handelt es sich bei der Sammlung des Museo Nacional de Colombia mit ungefähr 30 Millionen Exponaten um die drittgrößte öffentliche Sammlung in Kolumbien. Die Sammlung kolumbianischer, lateinamerikanischer und europäischer Kunst beheimatet Gemälde, Graphiken, Gravierungen, Skulpturen sowie Installationen aus der Kolonialzeit bis heute.
Insbesondere besitzt das Museum die beste Ölgemälde-Sammlung des Landes von Fernando Botero. Außerdem besitzt das Museum unter anderem zahlreiche Ölgemälde von Gregorio Vásquez de Arce y Ceballos, Andrés de Santa Maria, Fídolo González Camargo, Roberto Páramo, Rómulo Rozo, Fernando Botero, Marco Tobón Mejía, Francisco Antonio Cano, Alejandro Obregón, Enrique Grau, Edgar Negret, Eduardo Ramírez Villamizar, Santiago Martinez Delgado, Ricardo Gómez Campuzano, Roberto Pizano, Guillermo Wiedemann und Álvaro Barrios. Sie bewahrt zudem die große ikonographische Sammlung Simón Bolívars mit zahlreichen Ölgemälden, Graphiken und Gravierungen von José María Espinosa, Pedro José Figueroa und weiteren.
In der Sammlung internationaler Kunst befinden sich Stücke wie eine griechische Amphore, ein ägyptisches Grabrelief, einige Bilder flämischer und holländischer Maler, über 100 afrikanische Exponate und Ölgemälde lateinamerikanischer Künstler wie der venezolanischen Künstler Arturo Michelena und Armando Reverón.
Die völkerkundliche Sammlung umfasst um die 4.000 aus ganz Kolumbien stammende Stücke. Die archäologische Sammlung besteht aus circa 10.000 Exponaten aus allen prähispanischen Kulturen des Landes.
Die geschichtliche Sammlung beinhaltet auch zahlreiche nicht aus Kolumbien, sondern aus ganz Lateinamerika, stammende Stücke. Darunter die Standarte die Francisco Pizarro Anfang des 16. Jahrhunderts bei der Eroberung Perus benutzte, ein Umhang einer Geliebten des Inkas Atahualpa.